# Nederlandse kampioenschappen schaatsen afstanden 2024 - 1000 meter mannen
De 1000 meter mannen op de Nederlandse kampioenschappen schaatsen afstanden 2024 werd gehouden op zaterdag 30 december 2023 in Thialf in Heerenveen. Er reden 20 deelnemers mee.
Na winst op de 500 meter wist Jenning de Boo nu ook de 1000 meter te winnen. Hij reed niet alleen een persoonlijk record, maar ook een vijfde baantijd in Thialf en met 24,4 het snelste rondje in Thialf – en op laaglandbanen in het algemeen – ooit. Teamgenoot Tim Prins reed met een PR naar het zilver. Kjeld Nuis was de enige van de oude garde die onder de 1.08 reed. Hij bleef Joep Wennemars voor die op de 500 meter al twee persoonlijke records reed en ook nu een nieuwe toptijd liet noteren. Het podium plaatste zich voor de EK afstanden en WK afstanden.
Dit was het snelste Nederlandse kampioenschap op de 1000 meter schaatsen ooit. Het was nog maar één keer voorgekomen, dat er (meteen door vier schaatsers) onder de 1.08,00 werd gereden. In dat jaar 2022, zou de tijd van Joep Wennemars goed zijn geweest voor een bronzen medaille. Voor 2021 was de tijd van Kai Verbij of Tijmen Snel altijd goed geweest voor goud. In 2010 werd nog gewonnen met 1.09,30 en maar liefst veertien schaatsers waren nu sneller.

## Uitslag
| #      | Schaatsster        | Tijd       | Verschil |
| ------ | ------------------ | ---------- | -------- |
| Goud   | Jenning de Boo     | 1.07,36 PR |          |
| Zilver | Tim Prins          | 1.07,52 PR | +0,16    |
| Brons  | Kjeld Nuis         | 1.07,67    | +0,31    |
| 4      | Joep Wennemars     | 1.07,85 PR | +0,49    |
| 5      | Kai Verbij         | 1.08,11    | +0,75    |
| 6      | Tijmen Snel        | 1.08,12    | +0,76    |
| 7      | Hein Otterspeer    | 1.08,40    | +1,04    |
| 8      | Louis Hollaar      | 1.08,56    | +1,20    |
| 9      | Wesly Dijs         | 1.08,68    | +1,32    |
| 10     | Thomas Krol        | 1.08,74    | +1,38    |
| 11     | Janno Botman       | 1.08,79    | +1,43    |
| 12     | Merijn Scheperkamp | 1.08,84    | +1,48    |
| 13     | Mats Siemons       | 1.09,20 PR | +1,84    |
| 14     | Kayo Vos           | 1.09,28    | +1,92    |
| 15     | Serge Yoro         | 1.09,49    | +2,13    |
| 16     | Armand Broos       | 1.09,57 PR | +2,21    |
| 17     | Gijs Esders        | 1.09,73    | +2,37    |
| 18     | Stefan Westenbroek | 1.09,81    | +2,45    |
| 19     | Jur Veenje         | 1.10,38 PR | +3,02    |
| 20     | Willard Reinders   | 1.12,29    | +4,93    |

1987 · 
1988 · 
1989 · 
1990 · 
1991 · 
1992 · 
1993 · 
1994 · 
1995 · 
1996 · 
1997 · 
1998 · 
1999 · 
2000 · 
2001 · 
2002 · 
2003 · 
2004 · 
2005 · 
2006 · 
2007 · 
2008 · 
2009 · 
2010 · 
2011 · 
2012 · 
2013 · 
2014 · 
2015 · 
2016 · 
2017 · 
2018 · 
2019 · 
2020 · 
2021 · 
2022 · 
2023 · 
2024 · 
2025